# Al passo con i Kardashian

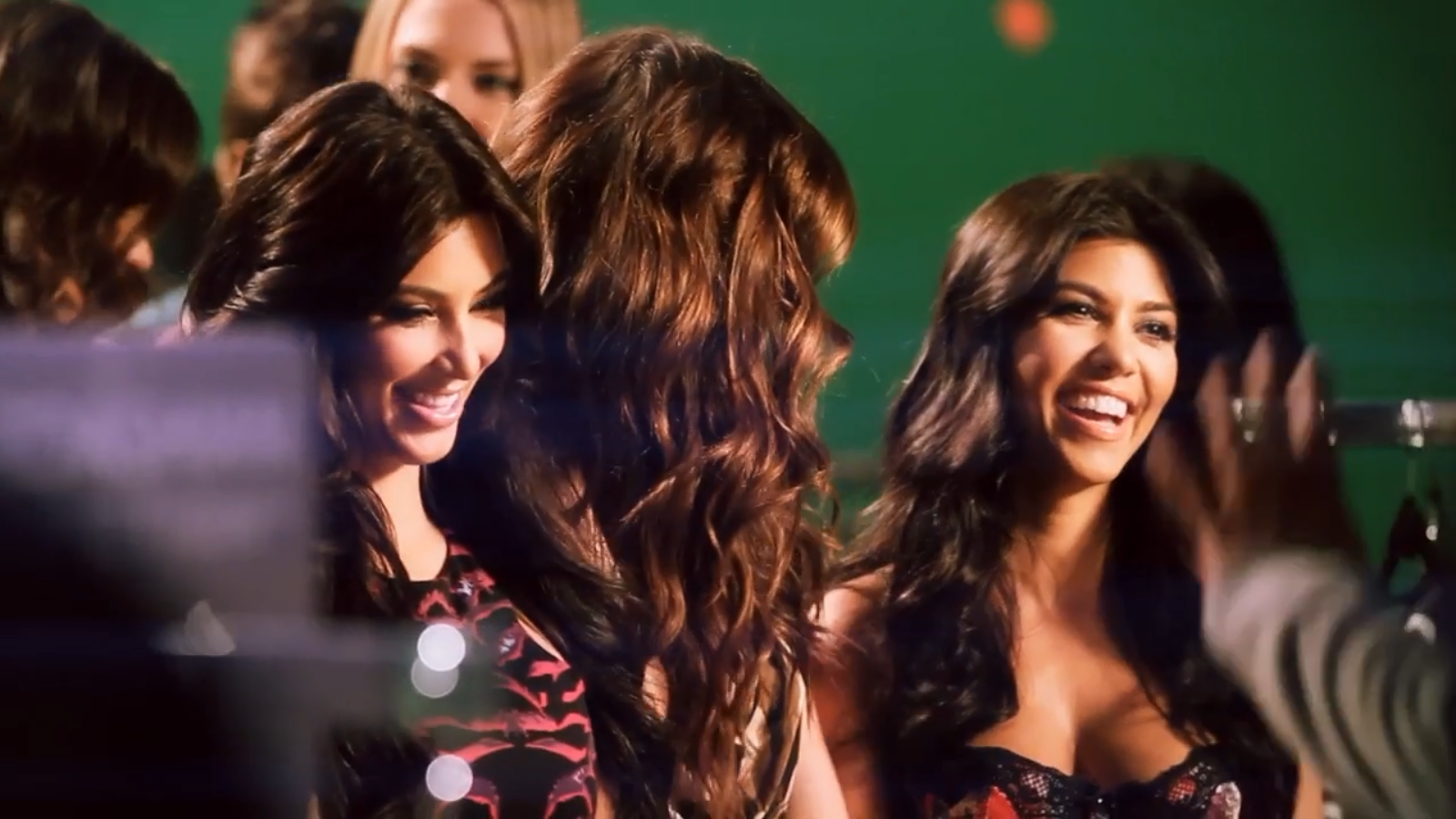
Kim, Khloe e Kourtney Kardashian

Al passo con i Kardashian (Keeping Up with the Kardashians, spesso abbreviato in KUWTK) è stato un programma televisivo statunitense di genere reality ideato da Ryan Seacrest, che è anche produttore esecutivo. È andato in onda sulla rete via cavo E! dal 14 ottobre 2007 al 2021 per un totale di venti stagioni, diventando uno dei reality televisivi più longevi del Paese.
Il programma è incentrato sulla vita personale e professionale dei membri della famiglia allargata Kardashian-Jenner, composta dalle sorelle Kourtney, Kim e Khloé Kardashian, da Rob Kardashian, dalle loro sorellastre Kendall e Kylie Jenner e dai genitori di queste ultime Kris e Caitlyn Jenner (precedentemente nota come Bruce Jenner). Diversi altri personaggi, incluso l'ex fidanzato di Kourtney Scott Disick, sono comparsi nel corso dello show.
Al passo con i Kardashian ha ricevuto critiche pessime sin dalla prima puntata. È stato spesso criticato per il fatto di enfatizzare il concetto di famous for being famous e perché sembra che alcuni aspetti delle storie siano inventati. Diversi critici hanno anche notato la mancanza di informazioni intelligenti nella serie e hanno descritto la famiglia come «egocentrica» e «disperata» per raggiungere la fama. Tuttavia, alcuni critici hanno riconosciuto la serie come un «piacere innocente» e hanno riconosciuto il successo della famiglia. Nonostante le recensioni negative, Al passo con i Kardashian ha attratto un alto numero di telespettatori, diventando uno dei reality di maggior successo della rete e vincendo numerosi riconoscimenti.
Il successo della serie ha portato inoltre alla creazione di numerosi spin-off, tra cui: Kourtney and Kim Take Miami, Kourtney and Kim Take New York, Khloé & Lamar, Kourtney and Khloé Take The Hamptons, Dash Dolls, Rob & Chyna e Life of Kylie. Sono stati infine trasmessi diversi speciali televisivi di eventi che coinvolgono i membri della famiglia e i loro amici.

## Antefatti
Robert Kardashian (1944-2003) e Kristen Mary "Kris" Houghton (nata nel 1955) si sono sposati nel 1978 e hanno avuto quattro figli: Kourtney (nata nel 1979), Kim (nata nel 1980), Khloé (nata nel 1984) e Rob (nato nel 1987). La coppia ha divorziato nel 1991. Nel 1994, Robert è diventato famoso quando ha difeso O. J. Simpson per gli omicidi di Nicole Brown Simpson e Ronald Goldman durante il caso O.J. Simpson. Nel 1991 Kris ha sposato Caitlyn Jenner (nata nel 1949, in pensione, ex campionessa di decathlon olimpico, precedentemente nota come Bruce Jenner prima di intraprendere la transizione di genere nel 2015). Kris e Caitlyn hanno avuto due figlie insieme, Kendall (nata nel 1995) e Kylie (nata nel 1997).
Robert è morto nel 2003, otto settimane dopo che gli era stato diagnosticato un carcinoma dell'esofago. Le sorelle Kardashian hanno iniziato a comparire più spesso sotto i riflettori dei media. Nel 2004 Kim era la stilista personale di Brandy Norwood. Alla fine è diventata una stilista a tempo pieno ed è stata la personal shopper e stylist dell'attrice Lindsay Lohan. Khloé, Kim e Kourtney si sono avventurate ulteriormente nella moda, aprendo la boutique di alta moda Dash a Calabasas, in California. Durante la sua carriera iniziale, Kim ha avuto alcune relazioni con personaggi famosi tra cui il fratello di Brandy Norwood, il cantante Ray J, e in seguito, il cantante Nick Lachey. Nel 2006, Kourtney ha recitato nel suo primo reality televisivo, Filthy Rich: Cattle Drive. A febbraio 2007 è trapelato un sex tape di Kim con Ray J realizzato alcuni anni prima. Vivid Entertainment ha acquistato i diritti per un milione di dollari e il 21 febbraio ha diffuso il video con il titolo Kim Kardashian: Superstar . Kim ha fatto causa alla Vivid Entertainment essendo la proprietaria del video, ma ha abbandonato la causa nell'aprile del 2007 stabilendo con Vivid Entertainment un risarcimento di cinque milioni di dollari. Si ritiene che la pubblicazione del sex tape abbia contribuito in maniera determinante all'ascesa di Kim Kardashian e della sua famiglia.

## Episodi
| Stagione                 | Episodi | Prima TV originale | Prima TV Italia |
| ------------------------ | ------- | ------------------ | --------------- |
| Prima stagione           | 8       | 2007               | 2007            |
| Seconda stagione         | 11      | 2008               | 2008            |
| Terza stagione           | 12      | 2009               | 2009            |
| Quarta stagione          | 11      | 2009               | 2010            |
| Quinta stagione          | 12      | 2010               | 2010            |
| Sesta stagione           | 16      | 2011               | 2011            |
| Settima stagione         | 19      | 2012               | 2012            |
| Ottava stagione          | 20      | 2013               | 2013            |
| Nona stagione            | 21      | 2014               | 2014            |
| Decima stagione          | 17      | 2015               | 2015            |
| Undicesima stagione      | 13      | 2015               | 2015            |
| Dodicesima stagione      | 21      | 2016               | 2016            |
| Tredicesima stagione     | 14      | 2017               | 2017            |
| Quattordicesima stagione | 19      | 2017               | 2017            |
| Quindicesima stagione    | 16      | 2018               | 2018            |
| Sedicesima stagione      | 12      | 2019               | 2019            |
| Diciassettesima stagione | 12      | 2019               | 2019            |
| Diciottesima stagione    | 6       | 2020               | 2020            |
| Diciannovesima stagione  | 9       | 2020               | 2020            |
| Ventesima stagione       | 12      | 2021               | 2021            |

## Cast

### Personaggi principali
- Kris Jenner: nata Kristen "Kris" Mary Houghton il 5 novembre 1955 a San Diego (CA) da Robert Houghton e Mary Jo Campbell ex Houghton in Shannon; ha una sorella, Karen. È la narratrice della serie e la matriarca della famiglia. Tra l'8 luglio 1978 e il marzo 1991 è stata sposata con l'avvocato di origine armena Robert Kardashian (nato Robert George Kardashian il 22 febbraio 1944 a Los Angeles e morto il 30 settembre 2003 a Los Angeles e noto per essere stato amico e avvocato di O.J. Simpson) con cui ha avuto Kourtney, Kim, Khloé e Rob Kardashian e tra l'aprile 1991 e il 2014 è stata sposata con l'atleta Bruce/Caitlyn Jenner con cui ha avuto Kendall e Kylie Jenner. È produttrice televisiva, manager, imprenditrice e proprietaria della boutique Smooch.
- Caitlyn Jenner: nata William Bruce Jenner il 28 ottobre 1949 a Mount Kisco (NY) da Esther McGuire e William Hugh Jenner. Ha cambiato nome in Caitlyn Mary Jenner nel giugno 2015. Ha vinto l'oro nel decathlon alle Olimpiadi di Montréal del 1976. Tra il 1972 e il 1981 è stata sposata con Chrystie Crownover con cui ha avuto Burton "Burt" William Jenner (nato il 6 settembre 1978) e Cassandra "Casey" Lynn Jenner in Marino (nata il 10 luglio 1980), tra il 5 gennaio 1981 e il 1986 è stata sposata con l'attrice Linda Thompson con cui ha avuto Brandon Jenner (nato il 4 giugno 1981) e Sam Brody Jenner (nato il 21 agosto 1983) e tra l'aprile 1991 il 2014 è stata sposata con Kris Houghton con cui ha avuto Kendall e Kylie Jenner.
- Kourtney Kardashian: nata Kourtney Mary Kardashian il 18 aprile 1979 a Mill Valley (CA), è la figlia maggiore di Kris e Robert. È proprietaria della catena di boutique D-A-S-H con le sorelle e della boutique Smooch con la madre. Tra il 2006 e il 2015 è stata fidanzata con Scott Disick con il quale ha avuto tre figli: Mason Dash Disick (nato il 14 dicembre 2009), Penelope Scotland Disick (nata il 2 luglio 2012) e Reign Aston Disick (nato il 14 dicembre 2014). È anche protagonista di due spin off della serie Le sorelle Kardashian a Miami e Le sorelle Kardashian a New York. Ha recitato nel telefilm Filthy Rich: Cattle Drive (2005) e nella soap opera One life to live (2011) ed è apparsa nei programmi TV Celebrity family feud (2008), America's next Top Model (2011), Extreme makeover: Home edition (2011) e Punk'd (2012).
- Kim Kardashian: nata Kimberly "Kim" Noel Kardashian il 21 ottobre 1980 a Los Angeles (CA), è la seconda figlia di Kris e Robert. Ex grande amica dell'ereditiera Paris Hilton è diventata famosa nel 2007 in seguito alla pubblicazione, contro la sua volontà, di un sex tape amatoriale del 2003 Kim K Superstar di cui è protagonista insieme al fidanzato di allora Ray J. È proprietaria insieme alla sorelle della catena di boutique D-A-S-H, è produttrice di programmi televisivi e occasionalmente lavora come modella e attrice. Nel dicembre 2007 ha posato nuda per Playboy e nel 2014 per Paper. Tra il 2000 e il 2004 è stata sposata con il discografico Damon Thomas. Dal 2007 al 2010 è stata fidanzata con il giocatore di football della NFL, Reggie Bush. Il 20 agosto 2011 ha sposato il cestista NBA Kris Humphries ma i due si sono lasciati dopo soli 72 giorni, anche se il divorzio è stato finalizzato solo il 3 giugno 2013. Nel 2012 – prima che il divorzio da Kris fosse finalizzato – ha iniziato a frequentare il rapper Kanye West che ha sposato il 25 maggio 2014 a Firenze e con il quale ha avuto quattro figli: North "Nortie" West (nata il 15 giugno 2013), Saint West (nato il 5 dicembre 2015), Chicago "Chi" West (nata il 15 gennaio 2018 da madre surrogata) e Psalm West (nato il 10 maggio 2019 da madre surrogata). È anche protagonista di due spin off della serie Le sorelle Kardashian a Miami e Le sorelle Kardashian a New York. Nel dicembre 2011 ha inciso il brano Jam (Turn it up). Ha partecipato alla 7ª edizione del reality game Dancing with the stars, arrivando 11ª (2008), è stata giudice di America's next Top Model (2009) ed è apparsa nel reality The simple life (2003-'06) e nei programmi TV Sunset tan (2007), Phenomenon (2007), Bad girls club (2008), WrestleMania XXIV (2009), The apprentice (2010), Project runway (2011), Extreme makeover: Home edition (2011), Punk'd (2012), Cribs (2013), Celebrities undercover (2014) e Big fan (2017); ha recitato nei film Disaster movie (2008), Deep in the Valley (2010), Temptation: Confessions of a marriage counsellor (2013) e Ocean's eight (2018), nel film-TV Alligator boots (2009) e nei telefilm How I met your mother (2009), Beyond the break (2009), Brothers (2009), CSI NY (2009), 90210 (2010), Last man standing (2012), 30Rock (2012), Drop dead diva (2012) e 2 Broke girls (2014); è apparsa nei video musicali Thnks fr th Mmrs di Fall out boy (2007), Bound 2 (2013) e Wolves (2016) di Kanye West e M.I.L.F. $ di Fergie (2016); nel 2014 ha dato voce a un personaggio di American Dad! Nel 2015 ha ideato una app per dispositivi iOS chiamata Kimoji e ha pubblicato il libro sui selfie Selfish.
- Khloé Kardashian: nata Khloé Alexandra Kardashian il 27 giugno 1984 a Los Angeles (CA), è la terza figlia di Kris e Robert. È proprietaria insieme alle sorelle della catena di boutique D-A-S-H e occasionalmente lavora come speaker radiofonica e conduttrice televisiva. Il 27 settembre 2009 – un mese dopo averlo conosciuto – ha sposato il cestista della NBA Lamar Odom dal quale si è separata il 13 dicembre 2013 e dal quale doveva divorziare a fine 2015 ma, a ottobre di quell'anno, quando è stato ritrovato in coma in un bordello in Nevada, Khloé ha deciso di ritardare la formalizzazione del divorzio che poi è avvenuta a ottobre 2016. Prima che il divorzio da Lamar fosse finalizzato ha frequentato il rapper marocchino French Montana e poi con il cestista NBA James Harden. Attualmente Khloé è fidanzata con il cestista NBA Tristan Thompson dal quale ha avuto una figlia, True Thompson (nata il 13 aprile 2018. È anche protagonista di due spin off della serie, Le sorelle Kardashian a Miami e Khloé & Lamar. Nel 2007 ha fatto da testimonial alla campagna della PeTA. È apparsa nel film Zoolander: Super model (2016) e nei telefilm Fashion police (2009- 2013), 90210 (2010), Law&Order: Los Angeles (2011) e Royal pains (2014), nei programmi TV Celebrity family feud (2008), The apprentice (2009), America's next Top Model (2011), Extreme makeover: Home edition (2011), Punk'd (2012), Real husbands of Hollywood (2013) e Styled to rock (2013). Tra il 2016 e il 2017 ha scritto un libro su come mantenersi in forma e ha lanciato una linea di jeans per donne curvy.
- Rob Kardashian: nato Robert "Rob" Arthur Kardashian il 17 marzo 1987 a Los Angeles (CA), è il quarto e ultimo figlio di Kris e Robert. È laureato in economia e occasionalmente lavora come modello. Tra il 2007 e il 2009 ha frequentato Adrienne Bailon, nel 2012 la cantante Rita Ora e nel 2016 Blac Chyna con la quale ha avuto una figlia, Dream Renée Kardashian (nata il 10 novembre 2016). Ha partecipato anche allo spin off della serie, Khloé & Lamar che vede protagonisti la sorella maggiore e il marito. Nel 2011 ha partecipato alla 13ª edizione di Dancing with the stars, arrivando 2º.
- Kendall Jenner: nata Kendall Nicole Jenner, il secondo nome è un omaggio a Nicole Brown ex Simpson, cara amica della madre uccisa l'anno prima della sua nascita, il 3 novembre 1995 a Los Angeles (CA), è la prima figlia di Kris e Bruce/Caitlyn. Lavora come modella per la Whilemina Models. Ha recitato nel film Ocean's eight (2018) e nel telefilm Hawaii Five-O (2013), ha partecipato ai programmi TV America's next Top Model (2012), The X factor USA (2012), Ridiculousness (2014) e LOVE advent (2015 e 2016).
- Kylie Jenner: nata Kylie Kristen Jenner il 10 agosto 1997 a Los Angeles (CA), è la seconda figlia di Kris e Bruce/Caitlyn. Lavora come modella. Nel 2015 è salita alla ribalta per essersi sottoposta a molti interventi di chirurgia plastica ed estetica nell'arco di pochi mesi (ma lei non ha confermato se non il filler alle labbra). Tra il 2015 e il 2016 ha avuto una storia con il rapper Tyga e dal 2017 ha una relazione con il rapper Travis Scott con cui ha avuto una figlia, Stormi Webster (nata il 1º febbraio 2018), la cui gravidanza è riuscita a tenere quasi totalmente segreta; ed un figlio Aire Webster (nato il 2 febbraio 2022). Ha recitato nel film Ocean's eight (2018) e ha partecipato ai programmi TV America's next Top Model (2012), The X factor USA (2012), Ridiculousness (2014) e So cosmo (2017). Nel 2016 ha lanciato una sua linea di cosmetici, entrando nella lista del noto giornale Forbes come "La più giovane miliardaria self-made".

### Personaggi secondari
- Scott Disick (stagione 1 - stagione 20): ex fidanzato di Kourtney e padre di Mason, Penelope e Reign. Ha partecipato anche a Le sorelle Kardashian a Miami e Le sorelle Kardashian a New York.
- Kanye West (stagione 7 - stagione 20): ex marito di Kim (dal 2014) e padre di North, Saint, Chicago e Psalm. Rapper e produttore musicale di fama internazionale. Partecipa anche a Le sorelle Kardashian a New York e Le sorelle Kardashian a Miami.
- Brody Jenner (stagione 8 - stagione 20): nato Sam Brody Jenner il 21 agosto 1983 da Bruce/Caitlyn Jenner e Linda Thompson. Lavora come modello e occasionalmente come attore.
- Brandon Jenner (stagione 8 - stagione 20): nato il 4 giugno 1981 da Bruce/Caitlyn Jenner e Linda Thompson. Sposato con Leah Elizabeth Felder con cui ha avuto una figlia, Eva James Jenner (nata nel 2015). È un musicista e con la moglie forma il duo musicale Brandon & Leah.
- Leah Felder-Jenner (stagione 8 - stagione 20): moglie di Brandon Jenner e madre di Eva James Jenner (nata nel 2015). È una musicista e con il marito forma il duo musicale Brandon & Leah.
- Reggie Bush (stagione 2 - stagione 4): ex fidanzato di Kim (2007-2010), giocatore di football della NFL.
- Adrienne Bailon (stagione 2 - stagione 4): ex fidanzata di Rob (2007-2009). Cantante e attrice. Ha partecipato anche a Le sorelle Kardashian a New York.
- Lamar Odom (stagione 4 - stagione 9): ex marito di Khloé (2009-2014). Giocatore di basket della NBA. Ha partecipato anche a Le sorelle Kardashian a Miami. È stato protagonista insieme a Khloé dello spin off Khloé & Lamar.
- Kris Humphries (stagione 6): ex marito di Kim (2011; per soli 72 giorni). Giocatore di basket della NBA. Ha partecipato anche a Le sorelle Kardashian a New York.
- Blac Chyna (stagioni 12 e 13): nata Angela Renée White l'11 maggio 1988; ex fidanzata di Rob con cui ha avuto una figlia Dream Renée Kardashian (nata il 10 novembre 2016). Ex stripper ora modella e creatrice di una linea di cosmetici.
- Jonathan Cheban: amico di Kim.
- Malika Haqq: assistente e migliore amica di Khloé.

## Produzione

### Sviluppo
(- Ryan Seacrest sullo sviluppo dell'idea per il reality.)
L'idea di creare un reality è nata nel 2006 quando Kris Jenner ha mostrato interesse a comparire in uno show televisivo insieme alla sua famiglia. Kris Jenner commentò: "Tutti pensano che [i miei figli] avrebbero creato un sacco di drammi nelle loro vite, ma è qualcosa a cui non ho pensato. Sarebbe stata una cosa naturale." Il produttore Ryan Seacrest, che aveva una società di produzione, decise di sviluppare l'idea, avendo in mente come modello il famoso reality della famiglia Osbourne. Assunse un cameraman per visitare la casa della famiglia Kardashian per filmarli durante un barbecue domenicale: "Erano tutti insieme - folli e divertenti quanto affettuosi come sono", così Seacrest descrisse la famiglia dopo avere visto la registrazione. In seguito ha inizialmente proposto la registrazione della serie a E!, una rete via cavo americana che trasmette principalmente programmi di intrattenimento e reality; lo spettacolo è stato alla fine scelto. Ad agosto 2007, è stato annunciato che la famiglia Kardashian/Jenner avrebbe recitato in un reality show dal titolo ancora indefinito su E! descritto come una "nuova sitcom per famiglie senza sceneggiatura", prodotta da Ryan Seacrest e dalla Bunim/Murray Productions. La serie è stata annunciata una settimana dopo che Paris Hilton e la sua amica Nicole Richie hanno annunciato che il loro popolare reality trasmesso su E!, The Simple Life, stava finendo.
La serie, intitolata Keeping Up With the Kardashians, è stato trasmessa per la prima volta il 14 ottobre 2007. Il reality ruota intorno ai membri della famiglia Kardashian-Jenner, concentrandosi principalmente sulle sorelle Kourtney, Kim e Khloé. La maggior parte degli episodi ha una struttura molto simile: la famiglia "sfoggia il loro stile di vita privilegiato e ha a che fare con uno o due litigi familiari prima di risolvere le cose con un monologo che rafforza l'importanza della famiglia", come sottolineato da Caroline Siede per Quartz. Harriet Ryan e Adam Tschorn del Los Angeles Times hanno descritto il reality come: "La versione hollywoodiana di La famiglia Brady - gli innocui scherzi e vicende di una famiglia amorevole mescolata in un contesto di ricchezza e di connessioni famose." Kim Kardashian ha descritto l'inizio delle riprese del reality così, "Quando abbiamo iniziato [la serie], abbiamo iniziato insieme come una famiglia e ci siamo detti 'Se dobbiamo fare questo reality show, dobbiamo essere al cento per cento quelli che siamo davvero.'". Ha inoltre commentato l'autenticità della serie dicendo che la rete "non ha mai aggiunto nulla al di fuori di quello che non era stato approvato o accettato". La serie è stata rinnovata per una seconda stagione, un mese dopo la trasmissione della prime, grazie agli ascolti alti. Seacrest ha descritto il successo dello spettacolo così: "Al centro della serie - nonostante le battaglie e il sarcasmo senza fine - c'è una famiglia che si ama e si sostiene a vicenda [...] Le dinamiche familiari di questa famiglia fanno di loro un gruppo hollywoodiano che sicuramente è in grado di intrattenere."
L'anno seguente, Al passo con i Kardashian è stato rinnovato per una terza stagione. Nell'aprile 2012, E! ha firmato un accordo triennale con la famiglia Kardashian per continuare la serie per una settima, un'ottava e una nona stagione. Al passo con i Kardashian è stato in seguito rinnovato per una decima stagione, che è stato trasmessa il 15 marzo 2015. A febbraio 2015 è stato annunciato il rinnovo della serie per altri quattro anni, insieme a uno spin-off, rendendolo il reality televisivo più longevo del paese. Per quanto riguarda il futuro della serie, Kim Kardashian ha commentato che il reality potrebbe andare avanti per un numero indefinito di stagioni dicendo: "spero che vada avanti finché sia possibile". Al passo con i Kardashian, include numerosi spin-off, diventando il reality di punta della rete e il più redditizio. "Ha cambiato il volto di E!" ha detto Lisa Berger, produttore esecutivo della rete. "Eravamo un canale dove si facevo reportage sulle celebrità, non uno dove crearle, adesso è lo scopo di E!." Il successo della serie ha contribuito in modo significativo alla creazione del "marchio Kardashian", o "Kardashian Inc." come viene chiamato da The Hollywood Reporter. "Queste serie sono uno spot di 30 minuti", ha ammesso Khloé Kardashian nel 2011, in risposta a un suggerimento che la serie televisiva è utilizzata per promuovere i loro negozi al dettaglio e le offerte di sponsorizzazione.
Il 3 agosto 2017 è stato annunciato che il decimo anniversario della serie sarebbe stato trasmesso il 24 settembre 2017, seguito dalla quattordicesima stagione.
Il 24 agosto 2017 è stato annunciato che la famiglia aveva firmato un contratto da 150 milioni di dollari con E!.

### Cast
Il reality ruota attorno ai figli di Kris Jenner, e in origine si concentrava principalmente sui figli avuti dal primo matrimonio con il defunto avvocato Robert Kardashian: Kourtney, Kim, Khloé e Rob. Le figlie di Kris, Kendall e Kylie, avute dal successivo matrimonio con l'atleta americana Caitlyn (allora Bruce) Jenner sono anche loro presenti nello show sin dal suo inizio, insieme al figlio di Jenner, Brody, avuto da un altro matrimonio, sebbene appare raramente durante le prime stagioni, per lo più chiamato dal fratellastro Rob per fare da babysitter alle sorellastre Kylie e Kendall. Anche il fidanzato di Kourtney, Scott Disick, appare spesso nella serie sin dalla prima stagione, così come negli spin-off. I membri del cast includono anche numerosi amici e altri conoscenti della famiglia, in particolare Malika Haqq e Jonathan Cheban che si sono uniti ad Al passo con i Kardashian rispettivamente nella seconda e terza stagione.
La maggior parte degli altri amici delle sorelle Kardashian è apparsa nel reality. Il giocatore di football Reggie Bush con cui Kim aveva una relazione è apparso nello show quando uscivano insieme; dopo la rottura, Bush ha commentato dicendo che apparire nello show non lo faceva sentire a suo agio specialmente perché seguito dalle telecamere, aggiungendo: "Lo faccio perché è importante per [Kim]". La relazione di Rob con la cantante Adrienne Bailon è stata anche questa documentata nello show quando uscivano dal 2007 al 2009; anche se successivamente Bailon ha ammesso che la decisione di apparire nello show e di essere associata alla famiglia ha danneggiato la sua carriera. Il precedente marito di Kim, Kris Humphries, è apparso per la prima volta nello show durante la sesta stagione; la loro relazione è stata raccontata per tutta la stagione e si è conclusa con lo speciale sul matrimonio della coppia "Kim's Fairytale Wedding: A Kardashian Event". Alla fine la cosa si è conclusa con un divorzio molto pubblicizzato. L'ex pubblicista della Kardashian in seguito sostenne che Humphries sarebbe stato presumibilmente rappresentato nella serie in modo negativo e che il matrimonio di breve durata fu messo in scena per le telecamere solo come stratagemma per generare denaro.
Khloé ha sposato il giocatore di basket Lamar Odom durante la quarta stagione trasmessa nel 2009. In seguito ha avuto un ruolo importante come parte del cast di supporto della serie, anche se non è apparso regolarmente nelle stagioni successive mentre cercava di riparare il suo matrimonio con Khloé. L'attuale marito di Kim, Kanye West, ha fatto la sua prima apparizione in Al passo con i Kardashian nel luglio 2012 durante la settima stagione, periodo in cui ha iniziato a uscire con Kim. Tuttavia, Kanye è stato visto raramente nelle stagioni successive. Ha spiegato le ragioni del fatto di non apparire nella serie: "Non ho un problema con lo show; solo ho un problema con le molteplici reazioni negative che ho ricevuto". Ha anche criticato la serie per il modo in cui viene ripreso e si è lamentato ulteriormente per come viene girata. Nell'ottava stagione, i figli di Caitlyn Jenner, Brandon e Brody Jenner, così come la moglie di Brandon, Leah, si sono uniti al cast regolare.

### Gli spin-off
Il successo del reality ha portato allo sviluppo di numerosi spin-off e altri programmi correlati. Nell'aprile 2009, E! ha annunciato il primo spin-off di Al passo con i Kardashian intitolato Kourtney e Khloé Take Miami. La serie segue le sorelle che si sono trasferite a Miami per aprire una nuova boutique Dash. Ted Harbert, presidente e CEO di Comcast Entertainment Group, ha considerato le sorelle in grado di gestire la serie da sole. "È una formula molto semplice che abbiamo preso dalle sceneggiatura televisive e applicata a un reality show. [...] Ci sono molti elementi della sitcom in "Kardashian", e pensiamo che l'umorismo e il calore si trasferiranno a Miami", ha aggiunto Harbert. Lo spettacolo è stato trasmesso il 16 agosto 2009 con ascolti molto alti; il primo episodio è stato visto da 2,7 milioni di spettatori diventando lo spettacolo più visto sulla rete dopo The Anna Nicole Show nel 2002. Lo spin-off è stato successivamente rinnovato per una seconda stagione che è stato trasmesso il 13 giugno 2010, e successivamente è tornato come Kourtney e Kim Take Miami per una terza stagione il 20 gennaio 2013. Inoltre, una serie di webisodes intitolati Lord Disick: Lifestyles of a Lord è stata diffusa dopo la serie, in cui si vede Disick mentre da consigli agli spettatori sul vivere come un "re".
"Khloé e Lamar sono una coppia così dinamica che abbiamo appena dato loro una serie. [...] Sono divertenti, drammatici, supponenti, e vogliamo catturare tutto ciò, insieme alla nuda e cruda realtà della loro vita insieme e separatamente, poiché entrambi sono costantemente sotto i riflettori."
-Lisa Berger, vice presidente esecutivo della rete.
Nell'ottobre 2010, la rete ha annunciato un altro spin-off chiamato Kourtney and Kim Take New York. La serie è stata trasmessa il 23 gennaio 2011 e segue le sorelle che hanno aperto una location di Dash a New York City. La serie è stata rinnovata per un'altra stagione, andata in onda dal 27 novembre dello stesso anno. Nel gennaio 2011, Khloé & Lamar, che mostrava la vita Khloé e di suo marito Lamar Odom, è diventato il terzo spin-off di Al passo con i Kardashian. La serie è andata in onda dal 10 aprile 2011 ed è durata due stagioni. Nel marzo 2014, E! ha annunciato il quarto spin-off intitolato Kourtney and Khloé Take The Hamptons. La serie è andata in onda dl 2 novembre 2014 e vede Kourtney e Khloé negli Hamptons per lavorare all'apertura di in un nuovo pop-up store Dash. Il quinto spin-off intitolato Dash Dolls è stato trasmesso il 20 settembre 2015. Il reality racconta la vita quotidiana delle dipendenti della boutique Dash di Los Angeles. A giugno 2016, la rete ha annunciato un altro spin-off intitolato Rob & Chyna, andato in onda l'11 settembre dello stesso anno, e segue la relazione tra Rob Kardashian e Blac Chyna mentre si preparano ad accogliere la loro prima figlia. Il reality è stato rinnovato per una seconda stagione. A luglio 2017, E! ha confermato che la serie è stata messa da parte e non nel loro programma attuale.
La rete ha anche trasmesso diversi speciali televisivi che riguardavano importanti eventi familiari. Uno speciale di due parti intitolato "Kim's Fairytale Wedding: A Kadashian Event", che mostra il matrimonio tra Kim e Kris Humphries, è stato trasmesso il 9 e il 10 ottobre 2011 come parte della sesta stagione; lo speciale ha avuto un grande successo con 10,5 milioni di spettatori. Pochi giorni dopo Caitlyn Jenner (prima Bruce) fece coming out come trans durante un'intervista a 20/20 con Diane Sawyer nel maggio del 2015, E! ha trasmesso uno speciale in due parti su Al passo con i Kardashian intitolato "About Bruce", in cui un altro lato della storia viene raccontato con membri della famiglia che non erano presenti nella precedente intervista di 20/20. La prima parte dello speciale è andato in onda il 17 maggio 2015 e ha attirato 2,92 milioni di spettatori, un aumento del 40 % rispetto all'episodio precedente, mentre la seconda parte andata in onda il giorno seguente con visualizzazioni simili. Subito dopo l'intervista a 20/20 è stato annunciato I Am Cait, un documentario. Jeff Olde, capo della programmazione della rete E!, ha dichiarato che la serie "non è affatto uno spin-off", cercando di enfatizzare il diverso format completamente differente dagli altri programmi della rete, tra cui Al passo con i Kardashian. La docuserie di otto parti, di un'ora, è stata trasmessa il 26 luglio 2015 su E! e si concentra su come Jenner gestisce le conseguenze della transizione; e tenta anche di affrontare vari problemi relativi riguardanti LGBT. Successivamente è stato cancellato dopo due stagioni. Ad aprile 2017 è stato annunciato da E! uno spin-off di 8 episodi intitolato Life of Kylie che ruota attorno a Kylie Jenner, andato in onda nell'estate 2017.

## Accoglienza
Secondo Rob Sheffield di Rolling Stone, «le Kardashian sono le ultime signore presenti in un reality TV perché hanno sempre creduto di essere delle celebrità - non si sono mai prese sul serio, senza mai dimenticarsi l'una dell'altra. La loro vanità è inaccessibile al mondo esterno, alcuni di noi spesso desiderano avere un livello di vanità uguale al loro. I loro ego giganteschi, le loro meschine gelosie, le loro faide, il loro sforzo a recitare le loro battute, il loro impegnarsi a essere frivole a tutti i costi - sono qualità seducenti in una star dei reality televisivi, per quanto ripugnante potrebbe essere nella vita reale. Qualunque reality televisivo si guardi, i Kardashian hanno sempre quel qualcosa in più.»
Al passo con i Kardashian è stato oggetto di un costante panning da parte della critica sin dal suo inizio. Brian Lowry, recensendo la serie per Variety, ha scritto che la rete: "allarga il suo obiettivo per comprendere l'intera irritante covata - tra cui le sorelle Kim, Khloé, Kourtney, la mamma-manager Kris e il patrigno Bruce Jenner." Ginia Bellafonte del New York Times ha confrontato lo spettacolo con il reality di Gene Simmons Family Jewels e ha esclamato "la serie dei Kardashian non parla di una famiglia eccentrica che vive convenzionalmente, ma di donne disperate che salgono dai margini della fama, e ciò è molto più inquietante." Laura Burrows di IGN ha criticato la famiglia per essere troppo egocentrica e per usare la piattaforma solo per guadagnare più notorietà. Dopo la conclusione della seconda stagione della serie, Burrows ha scritto: "Quelli di noi che guardano questa serie [...] vogliono credere che queste puttane in cerca di attenzione hanno delle anime e che farebbero davvero qualcosa per il prossimo e non per raccogliere i benefici di ciò che fanno, ma l'egocentrismo auto-assorbito dalle due stagioni dimostra il contrario."
Roxana Hadadi, recensendo Al passo con i Kardashian per The Washington Post, è stata estremamente negativa nei confronti del reality a causa della sua assurdità, e ha commentato che lo spettacolo: "cattura fermamente tutti i casi più stupidi di Kim e Co. dal debutto della serie - dal semplice autoassorbimento a quello completamente spregevole." Amaya Rivera, scrivendo riguardo alla serie per Popmatters, ha osservato: "In effetti, c'è qualcosa di inquietante nell'intensa fame di fama dei Kardashian. Ma ancora peggio, è decisamente noioso vedere questa famiglia vivere le loro noiose vite." John Kubicek, il giornalista senior di BuddyTV, ha recensito la terza stagione della serie e ha parlato del motivo del successo della famiglia dicendo che "la fama dei Kardashian è molto simile al nastro di Möbius o al dipinto di M.C. Escher". Harriet Ryan e Adam Tschorn del Los Angeles Times hanno descritto "Al passo con i Kardashian" come: "La versione hollywoodiana di La famiglia Brady - gli innocui scherzi di una famiglia amorevole mescolata in un contesto di ricchezza e connessioni famose". Jessica Chasmar del Washington Times ha dichiarato che la serie: "illustra il decadimento morale, spirituale e culturale della nostra nazione". Chasmar ha sottolineato l'influenza negativa e ha osservato: "L'America di cinquanta anni fa considererebbe la signora Kardashian con un misto di disprezzo e pietà, imbarazzata dall'idea stessa che i momenti più intimi di una giovane donna venissero trasmessi per tutto il mondo".

## Spin off

### Le sorelle Kardashian a Miami
Le sorelle Kardashian a Miami (in originale Kourtney and Khloé Take Miami e dal 2013 Kourtney and Kim Take Miami) è un reality show statunitense, primo spin off di Al passo con i Kardashian, che documenta il trasferimento a Miami di Kourtney e Khloé (poi sostituita da Kim), per la gestione del secondo negozio della loro catena di boutique D-A-S-H. Lo show si è concluso dopo 3 stagioni e un totale di 30 episodi.

#### Personaggi principali
- Kourtney Kardashian (stagione 1-3)
- Khloé Kardashian (stagione 1-2)
- Kim Kardashian (stagione 3)

#### Personaggi secondari
- Scott Disick (ex fidanzato di Kourtney).
- Terrence J (collega di Khloé nel programma radiofonico Khloé After Dark; stagione 1-2).
- Mason Disick (figlio di Kourtney e Scott; stagione 2).
- Lamar Odom (ex marito di Khloé; stagione 2).
- Penelope Disick (figlia di Kourtney e Scott; stagione 3).
- Kanye West (ex marito di Kim; stagione 3)

In alcuni episodi appaiono come guest star dalla serie madre Al passo con i Kardashian: Kris Jenner e Rob Kardashian.

#### Episodi
| Stagione         | Episodi | Prima TV America | Prima TV Italia |
| ---------------- | ------- | ---------------- | --------------- |
| Prima stagione   | 8       | 2009             | 2009            |
| Seconda stagione | 10      | 2010             | 2010            |
| Terza stagione   | 12      | 2013             | 2013            |

### Le sorelle Kardashian a New York
Le sorelle Kardashian a New York (in originale Kourtney and Kim Take New York) è un reality show statunitense, secondo spin off di Al passo con i Kardashian, che documenta il trasferimento a New York di Kourtney e Kim per l'apertura della terza boutique D-A-S-H. Lo show si è concluso dopo 2 stagioni e un totale di 20 episodi.

#### Personaggi principali
- Kourtney Kardashian
- Kim Kardashian
- Kris Jenner
- Kylie Jenner
- Kendall Jenner
- Khloé Kardashian
- Robert Kardashian

#### Personaggi secondari
- Scott Disick (fidanzato di Kourtney).
- Mason Disick (figlio di Kourtney e Scott).
- Kris Humphries (ex marito di Kim nel 2011; stagione 2).

In alcuni episodi appaiono come guest star dalla serie madre Al passo con i Kardashian: Khloé Kardashian, Kris Jenner, Rob Kardashian e Adrienne Bailon. Inoltre appaiono come guest star anche esponenti del music business americano quali Kanye West, Ciara e The-Dream.

#### Episodi
| Stagione         | Episodi | Prima TV America | Prima TV Italia |
| ---------------- | ------- | ---------------- | --------------- |
| Prima stagione   | 10      | 2011             | 2011            |
| Seconda stagione | 10      | 2011-2012        | 2012            |

### Khloé & Lamar
Khloé & Lamar è un reality show statunitense, terzo spin off di Al passo con i Kardashian, che documenta la vita matrimoniale dei due protagonisti. Lo show si è concluso dopo 2 stagioni e un totale di 20 episodi.

#### Personaggi principali
- Khloé Kardashian
- Lamar Odom

#### Personaggi secondari
- Rob Kardashian (fratello minore di Khloé e coinquilino della coppia).
- Malika Haqq (assistente e migliore amica di Khloé).
- Jamie Sangouthai (migliore amico di Lamar).

In alcuni episodi appaiono come guest star dalla serie madre Al passo con i Kardashian: Kim Kardashian, Kourtney Kardashian, Kris Jenner, Caitlyn Jenner, Kendall Jenner e Kylie Jenner. Inoltre appaiono come guest star anche la cantante statunitense Monica e alcuni giocatori dei Los Angeles Lakers, compagni di squadra di Lamar, quali Luke Walton, Matt Barnes e Shannon Brown.

#### Episodi
| Stagione         | Episodi | Prima TV America | Prima TV Italia |
| ---------------- | ------- | ---------------- | --------------- |
| Prima stagione   | 8       | 2011             | 2011            |
| Seconda stagione | 12      | 2012             | 2012            |

### Le sorelle Kardashian agli Hamptons
Le sorelle Kardashian agli Hamptons (in originale Kourtney and Khloé Take The Hamptons) è un reality show statunitense, quarto spin off di Al passo con i Kardashian, che documenta l'apertura di una boutique D-A-S-H negli Hamptons. Lo show si è concluso dopo un'unica stagione di 10 episodi.

#### Personaggi principali
- Kourtney Kardashian
- Khloé Kardashian

#### Personaggi secondari
- Scott Disick (fidanzato di Kourtney).

#### Episodi
| Stagione       | Episodi | Prima TV America | Prima TV Italia |
| -------------- | ------- | ---------------- | --------------- |
| Prima stagione | 10      | 2014-2015        | Inedita         |